# Friday Osayande
Friday Osayande (ur. 10 maja 1984) – nigeryjski lekkoatleta specjalizujący się w rzucie oszczepem. 
W 2011 zdobył brązowy medal igrzysk afrykańskich. Złoty medalista mistrzostw Nigerii z 2010. 
Rekord życiowy: 71,01 (15 września 2011, Maputo). 

## Osiągnięcia
| Rok  | Impreza              | Miejsce | Pozycja    | Wynik |
| ---- | -------------------- | ------- | ---------- | ----- |
| 2011 | Igrzyska afrykańskie | Maputo  | 3. miejsce | 71,01 |